# Maślaczek rubinowy

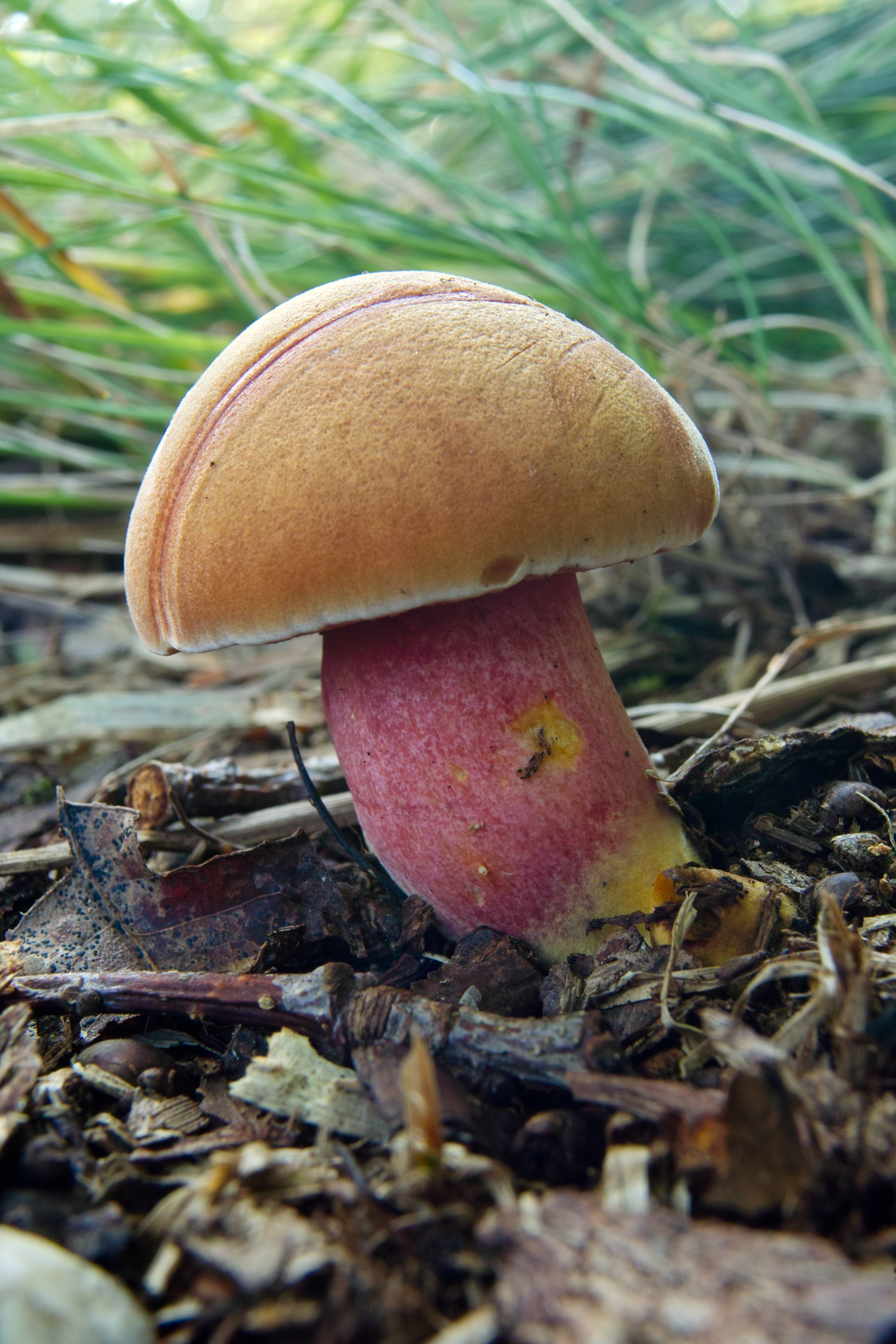

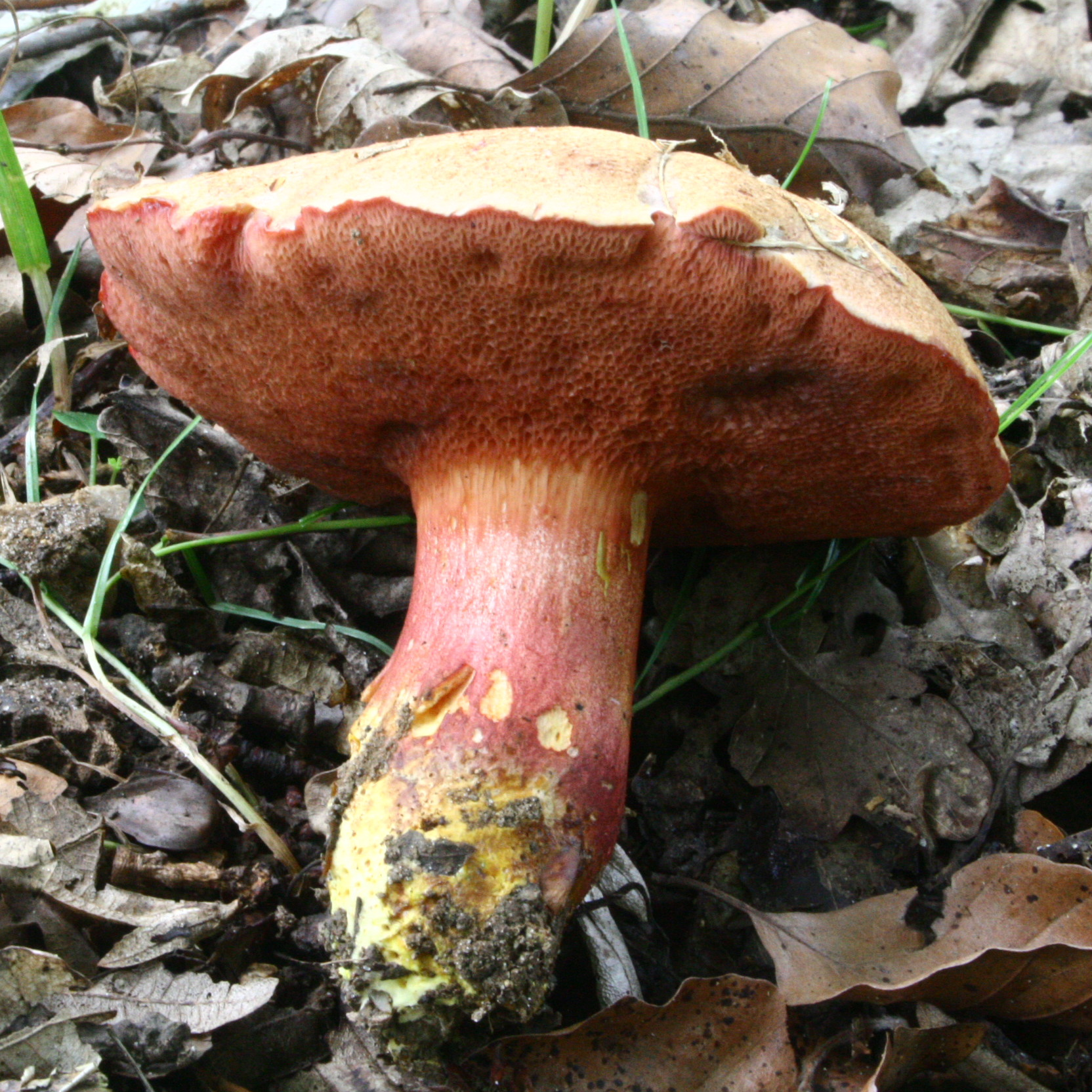

Maślaczek rubinowy, rubinoborowik dębowy (Chalciporus rubinus (W.G. Sm.) Singer) – gatunek grzybów z rodziny borowikowatych (Boletaceae).

## Systematyka i nazewnictwo
Pozycja w klasyfikacji według Index Fungorum: Chalciporus, Boletaceae, Boletales, Agaricomycetidae, Agaricomycetes, Agaricomycotina, Basidiomycota, Fungi.
Gatunek ten opisał w 1868 roku Worthington George Smith, nadając mu nazwę Boletus rubinus. W 1969 r. Albert Pilát i Aurel Dermek przenieśli go do rodzaju Rubinoboletus, a w 1973 r. Rolf Singer do rodzaju Chalciporus.
Synonimy:
- Boletus rubinus W.G. Sm. 1868
- Chalciporus rubinus W.G. Sm.
- Rubinoboletus rubinus (W.G. Sm.) Pilát & Dermek 1969
- Suillus rubinus (W.G. Sm.) Kuntze 1898
- Xerocomus rubinus (W.G. Sm.) A. Pearson 1946

Komisja ds. Polskiego Nazewnictwa Grzybów przy Polskim Towarzystwie Mykologicznym w 2021 r. zarekomendowała dla Rubinoboletus rubinus polską nazwę rubinoborowik dębowy. W 2022 r. nazwa ta stała się niespójna z aktualną nazwą naukową. W internetowym portalu grzybiarzy gatunek ten opisywany jest pod nazwą maślaczek rubinowy Chalciporus rubinus i nazwa ta jest spójna z nazwą naukową.

## Morfologia
Kapelusz
O średnicy 1,4–8,5 cm, w młodych okazach półkulisty z garbkiem, potem płasko wypukły, w końcu płaski. Brzeg podgięty. Powierzchnia drobno włókienkowata, początkowo matowa, w stanie wilgotnym jasna i tłustawa, z czasem filcowata, podczas suchej pogody popękana. Barwa brązowa lub płowożółta, zwykle z różowym odcieniem (z wyjątkiem brzegu na szerokości około 5 mm).
Rurki
Początkowo wolne, potem nieco zbiegające na trzon, o długości do 6 mm, początkowo różowe, miejscami jasnożółte, potem od zarodników stają się szkarłatnoczerwone do różowych. Po uszkodzeniu nie zmieniają barwy. Pory kanciaste, o średnicy do 1 mm, tej samej barwy co rurki, z wiekiem poczynając od brzegu zaczynają czerwienieć.
Trzon
Grubość 0,5–2 cm, wysokość 1,5–5 cm, kształt cylindryczny, pełny, podstawa cylindryczna lub stożkowata, często nieco zgięty. Powierzchnia gładka lub górą pod rurkami nieco karbowana. Część górna w kolorze porów, dolna o barwie od czerwonoróżowej do złotej. Przy podstawie żółtawa grzybnia.
Miąższ
W trzonie dość zwarty, włóknisty, o barwie od białej do żółtawej, w kapeluszu nieco wodnisty, białawy z czerwonymi plamkami. Smak łagodny.
Cechy mikroskopowe
Zarodniki 4,1–7,2 × 3,8–6,4 μm, Q = 0,68, elipsoidalne do podłużnych, słabo pigmentowane, w 5% wodorotlenku amonu bladożółte, z dużą porą rostkową, nieamylodalne. Podstawki 30,4–43,3 × 9,3–11,7 μm, wąsko maczugowate, szkliste, przeważnie z 4 sterygmowe, bez sprzążek w nasadzie. Cheilocystydy i pleurocystydy 36,6–58,2 × 4,9–9,8 μm, wąsko cylindryczne do wąsko wrzecionowatych, brzuchate, rzadko wąsko-maczugowate, czasem wygięte, w 5% wodorotlenku amonu brudnożółte, nieco inkrustowane kryształkami. Kaulocystydy 10,1–53,5 × 2,2–6,9 μm, cylindryczne do maczugowatych, zwykle septowane, przeważnie z tępym wierzchołkiem, w 5% wodorotlenku amonu brudnożółte. Skórka kapelusza typu trichoderma, złożona z zazwyczaj splątanych, septowanych, cylindrycznych i cienkościennych strzępek bez sprzążek, z zaokrąglonymi, zwykle nieco szerszymi elementami końcowymi o kształcie wąsko maczugowatym do maczugowatego i szerokości 5,1–12 μm. Zawierają żółtobrązowy pigment wewnątrzkomórkowy i są inkrustowane.

## Występowanie i siedlisko
Znane jest występowanie maślaczka rubinowego w niektórych krajach Europy i na Kaukazie. W Europie jest szeroko rozprzestrzeniony, ale rzadki, tylko miejscami występuje częściej. W Polsce po raz pierwszy jego stanowiska podano w 2010 r. w Parku Szczytnickim we Wrocławiu (jako Chalciporus rubinus (W.G. Sm.) Singer).
Naziemny grzyb ektomykoryzowy żyjący w symbiozie z drzewami liściastymi, głównie dębami, ale podano także pojedyncze przypadki jego występowania pod bukami, kasztanami jadalnymi, lipami, ostrokrzewami i głogami. Występuje w lasach liściastych i mieszanych, parkach, ogrodach, pod przydrożnymi drzewami, w porośniętych drzewami aluwiach nadrzecznych.
Jest grzybem jadalnym, ale ze względu na rzadkość występowania i możliwość pomylenia z trującymi gatunkami borowików nie powinien być zbierany do celów spożywczych.